# Stare Święcice
Stare Święcice – wieś sołecka w Polsce, położona w województwie mazowieckim, w powiecie płockim, w gminie Mała Wieś.
| SIMC    | Nazwa         | Rodzaj                                   |
| ------- | ------------- | ---------------------------------------- |
| 0570878 | Nowe Święcice | część wsi ((zmieniona na wieś w 2023 r.) |

Do 1948 roku istniała gmina Święcice. W latach 1975–1998 wieś administracyjnie należała do województwa płockiego.